# FN3K
FN3K (англ. Fructosamine 3 kinase) – білок, який кодується однойменним геном, розташованим у людей на короткому плечі 17-ї хромосоми. Довжина поліпептидного ланцюга білка становить 309 амінокислот, а молекулярна маса — 35 171.
| 10         |  | 20         |  | 30         |  | 40         |  | 50         |
| ---------- |  | ---------- |  | ---------- |  | ---------- |  | ---------- |
| MEQLLRAELR |  | TATLRAFGGP |  | GAGCISEGRA |  | YDTDAGPVFV |  | KVNRRTQARQ |
| MFEGEVASLE |  | ALRSTGLVRV |  | PRPMKVIDLP |  | GGGAAFVMEH |  | LKMKSLSSQA |
| SKLGEQMADL |  | HLYNQKLREK |  | LKEEENTVGR |  | RGEGAEPQYV |  | DKFGFHTVTC |
| CGFIPQVNEW |  | QDDWPTFFAR |  | HRLQAQLDLI |  | EKDYADREAR |  | ELWSRLQVKI |
| PDLFCGLEIV |  | PALLHGDLWS |  | GNVAEDDVGP |  | IIYDPASFYG |  | HSEFELAIAL |
| MFGGFPRSFF |  | TAYHRKIPKA |  | PGFDQRLLLY |  | QLFNYLNHWN |  | HFGREYRSPS |
| LGTMRRLLK  |  |            |  |            |  |            |  |            |

A: Аланін

C: Цистеїн

D: Аспарагінова кислота

E: Глутамінова кислота

F: Фенілаланін

G: Гліцин

H: Гістидин

I: Ізолейцин

K: Лізин

L: Лейцин

M: Метіонін

N: Аспарагін

P: Пролін

Q: Глутамін

R: Аргінін

S: Серин

T: Треонін

V: Валін

W: Триптофан

Кодований геном білок за функціями належить до трансфераз, кіназ. 
Задіяний у такому біологічному процесі, як ацетилювання. 